# 幹細胞
幹細胞是一类具有自我更新（self-renewal）能力和多向分化潜能（multipotential differentiation）的细胞，在特定条件下可分化成多种功能细胞（functional cell）、组织或器官。
幹細胞的特色是较原始、未特化、未充分分化、具有再生各种组织器官的潜在功能，存在於所有多細胞組織裡，能經由有絲分裂與分化來分裂成多種的特化細胞，而且可以利用細胞分裂來產生更多相同的幹細胞。對哺乳動物來說，根据其“发育阶段”，幹細胞分為兩大類：胚胎幹細胞與成体干细胞；根据其“发育潜能”分为四类：全能干细胞、多能干细胞、次多能干细胞（专能干细胞）和单能干细胞。
1960年代欧内斯特·麦卡洛克与詹姆斯·蒂尔在多倫多大學的發現，開啟了研究幹細胞的大門。幹細胞如今能以人工的方式生長或轉變成數種特化細胞，經由細胞培養能形成各種特定組織（像是肌肉或神經）的組成細胞。可塑性高的成體幹細胞已常態地運用在醫療上。幹細胞的來源有很多，包括脐带血與骨髓等等。利用胚胎细胞培养與由自体移植取得的胚胎幹細胞成長為具治療性的複製體，也可望躋身未來的醫療方式之列。医学研究者认为干细胞研究（也称为再生医学）有潜力通过用于修复特定的组织或生长器官，改变人类疾病的应对方法。但是美國政府的国家卫生研究院报告指出，“重要的技术障碍仍然存在，通过多年的集中研究才能克服。”

## 研究历史
干细胞的研究被认为开始于1960年代，在加拿大科学家欧内斯特·麦卡洛克和詹姆士·堤尔的研究之后。
1998年美國有兩個小组分别培養出了人类的多功能幹細胞（pluripotent stem cells）：
- James A. Thomson在威斯康星大學領導的研究小组從人类胚胎组織中培養出了幹细胞株。他們使用的方法是：人卵体外受精後，將胚胎培育到囊胚階段，提取inner cell mass细胞，建立细胞株。經測試這些细胞株的细胞表面marker和酶活性，證實他們就是全能幹细胞。用這種方法，每個胚胎可取得15－20幹细胞用於培養。
- John D. Gearhart在约翰·霍普金斯大学（Johns Hopkins University）領導的另一個研究小组也從人类胚胎组織中建立了幹细胞株。他們的方法是：從受精後5－9周人工流產的胚胎中提取生殖母细胞（primordial germ cell）。由此培養的细胞株，證實具有全能幹细胞的特徵。

## 干细胞的种类
- 依功能分類：

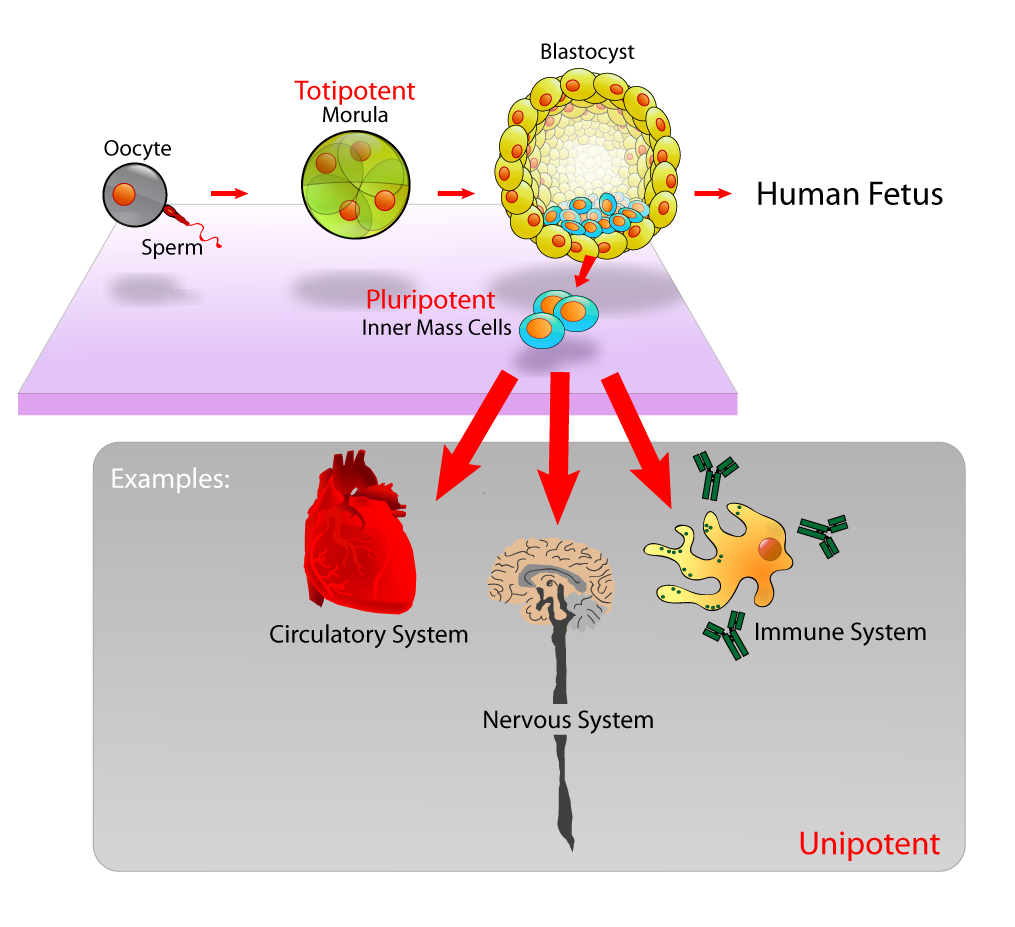
胚胎幹細胞（embryonic stem cells）起源於囊胚（blastocyst）內部細胞（inner mass cells），為多能幹細胞，它可以成為任何組織，但不包括胎盤。只有桑椹胚（morula）的細胞是全能的，可以成為所有組織或胎盤。.

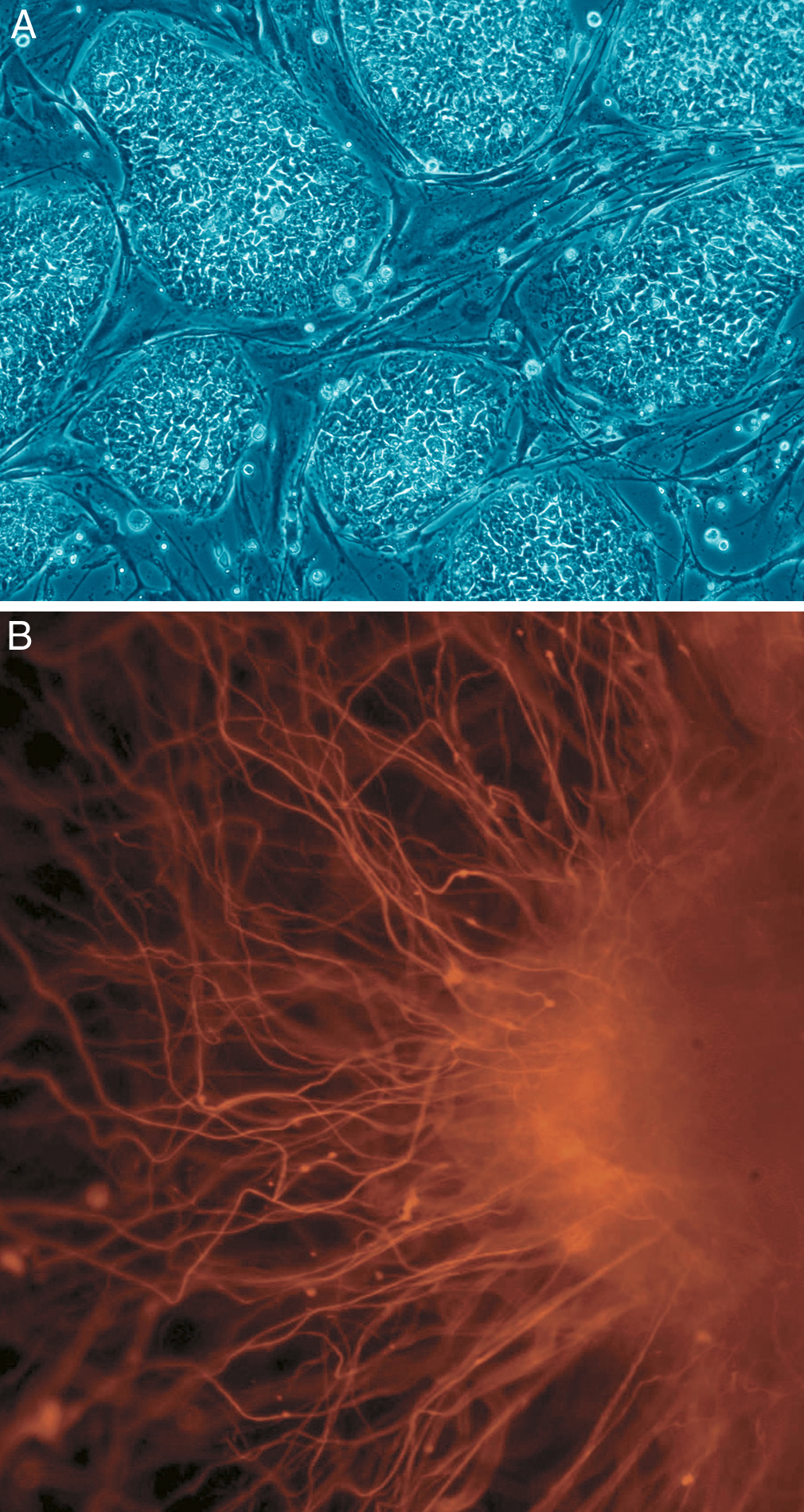
人类胚胎干细胞
A：尚未分化的干细胞集落。
B：神经细胞，分化后的细胞类型的一个例子。

1 . 全能幹细胞（totipotent），由卵子和精子的融合产生受精卵后，受精卵分裂，而受精卵在形成胚胎過程中八細胞期之前任一細胞皆是全能幹细胞。具有發展成獨立個體的能力。也就是說能發展成一個個體的細胞就稱為全能干細胞，存在爭議議題，臨床無法使用。
- 具有形成完整个体的分化潜能，如胚胎干细胞（ES细胞），受精卵就是最高层次的胚胎干细胞。

2 . 多能幹細胞（pluripotent），是全能干细胞的后裔，無法發育成一個個體，但具有可以發育成多種組織的能力的細胞。
- 具有分化出多种细胞组织的潜能，如神经幹细胞。一种或多种组织的起源细胞，它能分化出多种类型细胞，但不可能分化出足以构成完整个体的所有细胞。

3 . 次多能幹細胞（multipotent），具有增殖與分化的能力。類似多能幹細胞卻不相同，多能幹細胞的胚胎幹細胞可以無限次複製而且尚未分化；多潛能幹細胞的前驅細胞僅可有限次數的複製，而且已是較分化的（specific），較接近形成目標細胞。如造血幹細胞、神經幹細胞
4 . 單能幹細胞（unipotent），只能产生一种细胞类型；但是，具有自更新属性，将其与非干细胞区分开。
- 只能向一种或两种密切相关的细胞类型分化，如上皮组织基底层的干细胞，肌肉中的成肌细胞。

幹細胞还可以依照來源来區分，见下节。
- 依發育過程出現先後和分布分類：

1 . 胚胎幹細胞（embryonic stem cell）：在胚胎發育早期的囊胚中，可發育為不同的细胞，是所有細胞最初期的形態。胚胎幹細胞取自囊胚裡的內細胞團；而成体干细胞則來自各式各樣的組織。在成體組織裡，間葉幹細胞與前体细胞擔任身體的修復系統，補充成體組織。在胚胎發展階段，幹細胞不僅能分化為所有的特化細胞- 外胚層、內胚層和中胚層(參考人工多能幹細胞)，而且能維持新生組織的正常轉移，例如血液、皮膚或腸組織。
ES细胞是一种高度未分化细胞：
它具有发育的全能性，能分化出成体动物的所有组织和器官，包括生殖细胞；
研究和利用ES细胞是当前生物工程领域的核心问题之一；
在未来几年，ES细胞移植和其它先进生物技术的联合应用很可能在移植医学领域引发革命性进步。

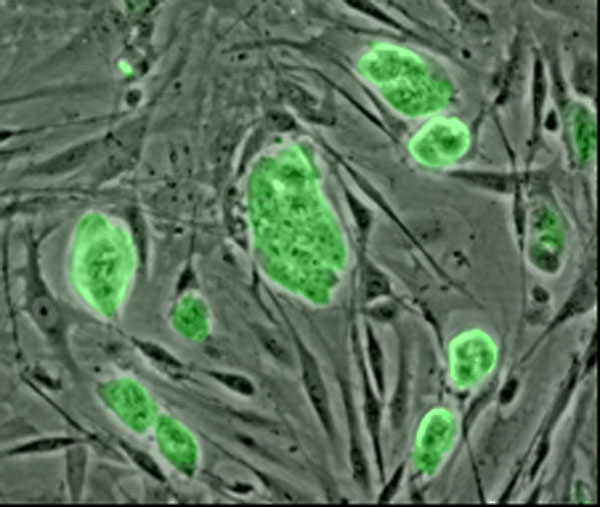
带有荧光标记的老鼠的胚胎幹細胞
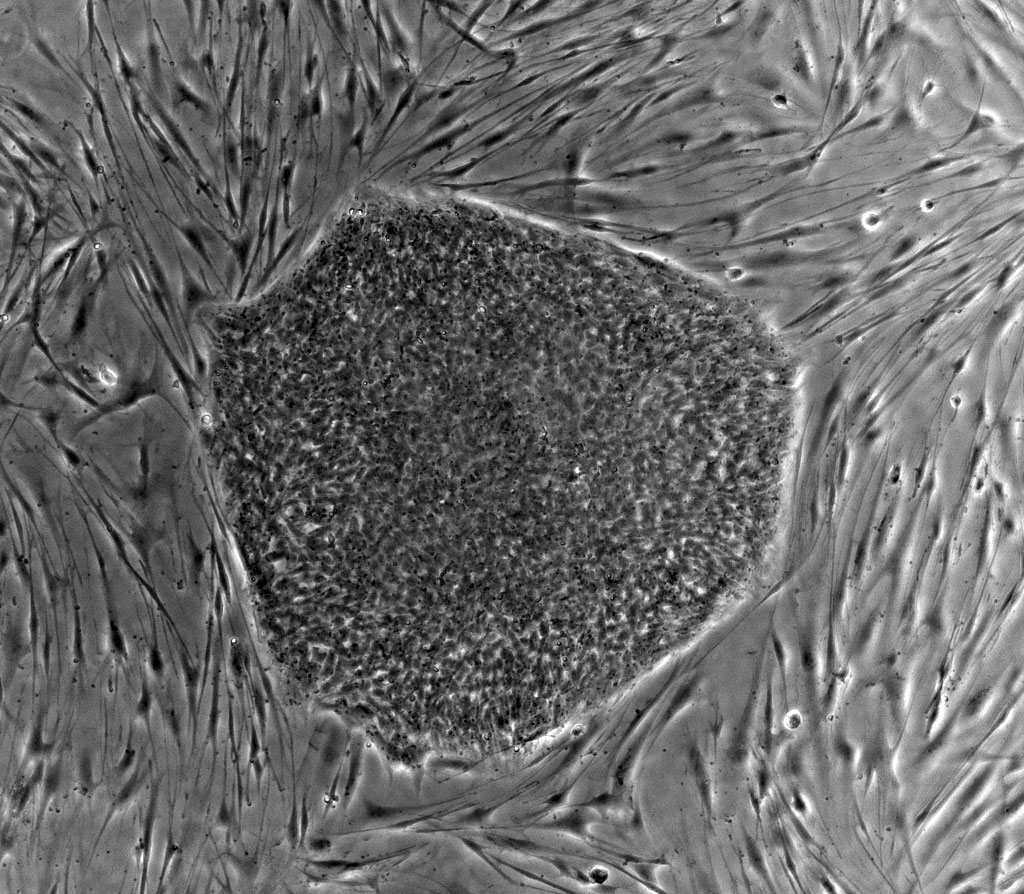
Human embryonic stem cell colony on mouse embryonic fibroblast feeder layer

2 . 成體幹細胞（adult stem cell）：亦稱成人幹細胞，現時醫學上常用的大致包括骨髓幹細胞，臍帶血幹細胞及周邊血幹細胞。它們存在成體特定的組織中，具有由幹原細胞形成先驅細胞，分化成具特定功能細胞的能力。例如：骨髓幹細胞、造血幹細胞、神經幹細胞

干细胞分裂和分化。 A：干细胞; B：祖细胞; C：分化细胞; 1：对称干细胞分裂; 2：不对称干细胞分裂; 3：祖细胞分裂; 4：最终分化

在特定条件下，成体干细胞或者产生新的干细胞，或者按一定的程序分化，形成新的功能细胞，从而使组织和器官保持生长和衰退的动态平衡。成年动物的许多组织和器官，比如表皮和造血系统，具有修复和再生的能力。成体干细胞在其中起着关键的作用。过去认为干细胞主要包括上皮干细胞和造血干细胞。最近研究表明，以往认为不能再生的神经组织仍然包含神经干细胞，说明干细胞普遍存在，问题是如何寻找和分离各种组织特异性干细胞。干细胞经常位于特定的微环境中。微环境中的间质细胞能够产生一系列生长因子或配体，与干细胞相互作用，控制干细胞的更新和分化。

## 幹細胞特性
幹細胞的經典定義要求它具有兩個特性：
自我更新：在維持未分化狀態的同時，能夠經歷細胞生長和細胞分裂的無數次週期，稱為細胞增殖。
分化潛力：分化為特殊細胞類型的能力。從最嚴格的意義上講，這要求幹細胞具有全能性或多能性——能夠產生任何成熟的細胞類型，儘管多能或單能祖細胞有時被稱為幹細胞。除此之外，據說幹細胞功能在回饋機制中受到調節。

## 幹細胞的來源
獲得胚胎幹細胞的方法，可利用人工受精的體外受精過程殘留的受精卵，也可利用體細胞轉移法。體細胞轉移法是將體細胞細胞核以顯微注射或電擊的方法注入去核的卵細胞中，再將之繼續培養到囊胚期。
取得成體幹細胞可透過臍帶，骨髓或周邊血液中抽取。

### 臍帶血幹細胞
婴儿出生后遗留在胎盘和脐带中的血是干细胞的重要来源。自1988年，脐血干细胞就用来治疗根達綜合症、亨達综合症、拉综合症、急性淋巴细胞性白血病等许多儿童疾病。脐血从脐带采集；脐带经过清理消毒后，脐血从脐靜脉取出，然后立即分析對於傳染物質和組織類型是必要的。脐血在放入液氮备用之前要经过处理，去除血漿。在使用的时候首先解冻，去除防冻剂，注入病人静脉。这种使用其他捐赠人干细胞的治疗方法叫做异源疗法；如果干细胞来自患者本人，即為同源和當從相同個體收集時，它通常指双胞胎。細胞的排外轉移是於異類之間進行的（發展非常不充分）和有一點研究潛力。

### 周邊血幹細胞
骨髓中存有人體內最主要造血幹細胞的來源，而周邊血幹細胞則是指藉由施打白血球生長激素〈G-CSF〉，將骨髓中的幹細胞驅動至血液中，再經由血液分離機收集取得之幹細胞。由於與骨髓幹細胞極為相近，現已逐漸取代需要全身麻醉的骨髓抽取手術。

### 胚胎幹細胞
胚胎干细胞是从胚泡（由50-100个细胞组成的早期胚胎）未分化的内部细胞团中得到的干细胞。它们是万能的，意味着它们可以发育成为身体内200多种细胞类型中的任何一种。胚胎幹細胞現在的研究階段仍是剛起步。許多研究仍建立在人類以外之動物模式。例如老鼠、牛或是羊等。在人類的胚胎幹細胞因為幹細胞的取得來源涉及道德倫理上的約束，在幹細胞株上的建立有所爭議。（因為幹細胞株必須取得人類胚胎，再經過培養純化等。因此許多人認為幹細胞株視同為人的一部份）

### 脂肪幹細胞
以往人們因塑身而抽出的脂肪，大部份都當廢棄物丟掉，現經由醫學專家研究證明:脂肪中含有不夠純但大量的幹細胞，幹細胞具有體外增生及多重分化的潛力，能運用於組織與器官的再生與修復。

其主要特性為：
1. 低侵入性取得，對人體無害。
2. 最多量的取得方式。
3. 可進行體外增生培養。
4. 可運用於身體組織類型廣泛，會自動移至創傷部位，進行修補。

### 皮膚細胞
在2007年尾，美國和日本兩組科學家同時成功把皮膚細胞轉化成一種俗稱為「iPS」的誘導多能幹細胞，並成功使這些幹細胞轉化成為身體器官的一部份。透過向皮膚細胞植入特定的基因，可誘導皮膚細胞改造，變成類似胚胎幹細胞的一種細胞。

### 血液细胞
在2012年尾，英国剑桥大学的科学家将一名病人血液中一种能修复血管壁损伤的细胞变成了干细胞。这种方法比用皮肤细胞制造干细胞更实用、更有效、更安全，因为，获取血液样本要比获取高质量的皮肤样本更容易。

## 間葉幹细胞的定義
間葉幹细胞（mesenchymal stem cells）即起源幹细胞（stem cells）
- 具有增殖、自我更新與分化的能力。目前世界各國的醫療團隊努力開發的它的特性用於再生醫療。
- 間葉幹细胞是唯一有臨床試驗三期通過的幹細胞和美國FDA認可。為新藥市場上主力。

## 干细胞的用途
- 治疗遗传性疾病和恶性肿瘤；
- 以干细胞为种子培育成组织和器官，用于移植医学

## 干细胞的应用
- 器官修补更新
- 人造器官与组织的来源
- 新药开发
- 基因功能研究
- 基因治疗的工具
- 毒理、药理研究
- 癌症研究

## 干细胞工程
去核胚胎干细胞→核移植→组装胚胎干细胞→组织干细胞→体外诱导培養→各种组织器官

## 干细胞治疗的进展
- 科学家们认识到干细胞可能成为一种“拯救生命”的有效的疾病治疗手段。
- 例如：小剂量纯化的造血干细胞足可使患者骨髓再生，可以避免肿瘤病人进行自体骨髓移植时所致的瘤细胞（尤其是白血病细胞）污染。
- 例如：成熟的神经系统中存在的干细胞，在某些因素诱导作用下，可增殖和定向分化，给神经退行性疾病（如帕金森氏病）、骨髓损伤患者带来新的希望

## 干细胞的分离和获取
1998年美国有两个小组分别培养出了人类的多能干细胞：
- James A. Thomson在Wisconsin大学领导的研究小组从人类胚胎组织中培养出了干细胞株。他們使用的方法是：人卵体外受精后，将胚胎培育到囊胚阶段，提取inner cell mass细胞，建立细胞株。经测试这些细胞株的细胞表面marker和酶活性，证实它們就是全能干细胞。用这种方法，每个胚胎可取得15－20個干细胞用于培养。
- John D. Gearhart在Johns Hopkins大学领导的另一个研究小组也从人类胚胎组织中建立了干细胞株。他們的方法是：从受精后5－9周人工流产的胚胎中提取生殖母细胞（primordial germ cell）。由此培养的细胞株，证实具有全能干细胞的特征。

## 治療運用

正在研究干细胞治疗的疾病和病症。

干细胞移植治疗技术，被誉为人类有史以来的飞跃式医疗手段，实现人体各个器官修复和更新，能消除目前80%以上的各类疾病。
和胚胎幹細胞所引發的道德爭議相較之下，成體幹細胞較為大家接受。
利用成體幹細胞進行治療的困難是並非所有的組織器官皆能分離出幹細胞，且數量很少，若以其他器官分離出來的幹細胞發育成其他組織細胞，其移植和功能性皆低於原器官分離出的幹細胞。經由體外培養的幹細胞，其特性常常會在培養過程中改變，其研究結果可能與臨床情況不同。若是要由病人人體分離幹細胞進行治療，其幹細胞可能也有發病的潛在因子，若進行移植配對尋找捐贈者又很耗時。研究上，成體幹細胞分化的功能尚未完全理清，使用幹細胞治療，可能有風險存在。

### 有潛力的治療病症

#### 各类器官的修复
干细胞能在短时间内修复各种器官组织，为各类疾病提供非常有效的治疗效果。

#### 癌症
把成人神经干细胞注射到老鼠大脑中的研究可以神奇的成功治疗肿瘤。由于脑癌的扩散如此迅速，运用传统的技术几乎不可能治愈。哈佛医学院的研究人员注射了由基因工程得到的成人干细胞，用以把另外注射的无毒性物质转化成抗癌剂。几天之内，成人干细胞迁移到癌变区域，注射物可以减少百分之八十的肿块。

##### 胚胎幹細胞分化為神經細胞
神经细胞曾被认为是无法再生的，事实上，成人后我们很难获得新的神经细胞来弥补原有的细胞的损伤。而对病患注射幹细胞並进行分化，使他们有可能重新获得丧失的能力。被认为可以用于治疗帕金森症等疾病或外部原因造成的脑损伤。
在2005年1月，关于如何促使哺乳动物的干细胞分化成为人类脑部细胞取得了重大进展。这让我们看到了对于一些神经疾病（肌萎缩侧索硬化、肌营养不良、脊髓损伤）治疗的一道曙光。
威斯康星州大学的研究人员们成功的将胚胎干细胞催化为神经干细胞，接着成为运动神经细胞，并最终成为脊髓运动神经细胞。这种细胞在人体内作用于传播从脑部到脊髓的信号传播。这种新产生的运动神经细胞表现出电活动，这是神经活动的基本特征。

#### 骨骼
骨髓间充质干细胞是具有自我更新能力并可以分化成为成骨细胞的一种干细胞。多项基于动物骨髓的研究和一些初步的临床数据显示了它们在重建骨骼方面的贡献。在整形外科方面，一些创伤引起的，由癌症引起的或感染引起的骨细胞的损失，在进行手术弥补人造关节会引起一些不便。而进行干细胞的自体移植正可以解决这方面的问题。

#### 神經學
就像可以移植死人身上的器官一样，加利福尼亚Salk Institute的研究人员发现，成年人的干细胞也可以移植。从尸体脑部取出的成人干细胞能够分化成很重要的神经细胞，然而他们到底能不能正常工作还是一个未知数。

#### 脱发
毛发囊泡也具有干细胞，2004年11月，一些研究人员预言说，这些毛囊干细胞的研究可以导致4－5年内脱发可以通过毛发克隆技术被治愈。预计这种治疗将在最开始从现存毛囊中取出干细胞，在培养基中繁殖然后将新的毛囊移植到头皮当中。后期的治疗可能可以简单的向毛囊干细胞发出信号从而向附近那些因年长而萎缩的毛囊细胞发出化学信号，导致它们轮流再生制造健康的头发。

## 胚胎幹細胞的伦理道德爭議
所谓干细胞的伦理道德争议问题，实际上仅限于胚胎干细胞（Embryonic stem cells，简称ES细胞）领域，不涉及其他种类干细胞的研究，例如成体干细胞（Adult stem cells）以及新发展的诱导多能干细胞（Induced pluripotent Stem cells，简称细胞）。问题的关键在于胚胎干细胞的获取过程。依照目前的技术，获取胚胎干细胞需要在胚泡（Blastocyst）阶段破坏胚胎，以提取内细胞团（Inner cell mass）。此步骤在许多支持生命团体（Pro-life）人士看来，是对生命的破坏。为了避免伦理道德的争议，新的获取胚胎干细胞技术正在开发中。值得一提的是，新发展的多能诱导干细胞由于通过對已分化的细胞「重新编程」（Reprogramming）而获得，不会产生伦理道德的争议。

## 國際情形
泰國
- 2012年10月22日，泰國「民族報」（The Nation）報導，英國古爾登與日本山中伸彌雙雙榮獲2012年諾貝爾生理學或醫學獎獎項，此舉激勵了全球相關研究團隊（亦含泰國研究團隊）。但回顧當地研究環境，研究團隊感嘆，當地的技術環境缺乏方向與資金支持[16]。

## 參看
- 胚性幹細胞（ES細胞）
- 人工萬能幹細胞（iPS細胞，誘導多功能幹細胞）
- 造血幹細胞
- 神經幹細胞
- 癌幹細胞
- 幹細胞技術
- 植物干细胞
- 肿瘤干细胞假说
- 細胞及幹細胞期刊（Cell Stem Cell）
- 米勒-戴克綜合徵（Miller–Dieker syndrome, MSD）
- 山中伸彌

## 外部連結
- （英文）基因组新闻网的干细胞新闻 （页面存档备份，存于）.
- （英文）Stem Cells: Policies and Players （页面存档备份，存于）.
- （英文）New Scientist's list of stem-cell and cloning related articles it has covered （页面存档备份，存于）.
- （英文）PNAS supplement: "Regenerative medicine" （页面存档备份，存于）.
- （英文）Stem Cell News （页面存档备份，存于）.
- （英文）Latest cell therapy progress （页面存档备份，存于）.
- （英文）Turning your Brain into Blood—How stem cells work （页面存档备份，存于）.
- （英文）Stem cells and Genesis （页面存档备份，存于） (Christian perspective, includes definitions, opposes ESCR, list of adult stem cell successes).
- （英文）A new way to grow stem cells outside the body （页面存档备份，存于）.
- （英文）The California Stem Cell Research and Cures Initiative （页面存档备份，存于）.
- （英文）Human hearts repaired using patient's own stem cells (Reuters' article).
- （英文）Cord-Blood.org Information on cord blood banking （页面存档备份，存于）.
- （英文）WebMd's Stem Cells Q & A[永久].
- （英文）General information on Umbilical cord blood banking （页面存档备份，存于）.
- （英文）Scientists already lining up for Prop. 71 stem cell funds.
- （英文）Stem-Cell Industry, Research Evolving （页面存档备份，存于） (Nov. 23 2004, ABC News).
- （英文）Johnson, Judith A. & Erin Williams, Stem Cell Research （页面存档备份，存于） Congressional Research Service, The Library of Congress, Order Code RL31015, (August 13, 2004).
- （英文）Tae-gyu, Kim, Korean Scientists Succeed in Stem Cell Therapy （页面存档备份，存于）, Korea Times (November 26, 2004).
- （英文）Umbilical Cord Blood Used to Treat Paralysis, United Press International (November 27, 2004).
- （英文）Paralyzed Woman Walks Again After Stem Cell Therapy, Agence France Presse (November 28, 2004).
- （英文）Highfield, Roger, Umbilical cord cells "allow paralysed woman to walk", London Telegraph (November 30, 2004).
- （英文）Human embryonic stem cells derived without feeder cells (Lancet Medical Journal).
- （英文）幹細胞醫學
- （英文）Stem Cell Research and Industry Directory （页面存档备份，存于）